# Campeonato Paraguaio de Futebol de 1939
O Campeonato Paraguaio de Futebol de 1939 foi o vigésimo nono torneio desta competição. Participaram dez equipes. Não houve rebaixamento, pois a segunda divisão não previa ascenso. Em paralelo, corria também o campeonato da Federación Paraguaya de Deportes, formada com os outros clubes paraguaios que foram "expulsos" devido a decisão da "famosa assembléia de 7 de julho de 1935", que rebaixou equipes nos bastidores e os participantes da intermédia. O Atlético Corrales pediu dispensa do campeonato para fazer uma turnê pela América do Sul e Central, que posteriormente seria o motivo para o fechamento desta agremiação.
| Equipe                | Cidade   | Departamento     | No ano anterior       | Estádio | Capacidade | Títulos                          | Participações |
| --------------------- | -------- | ---------------- | --------------------- | ------- | ---------- | -------------------------------- | ------------- |
| Club River Plate      | Assunção | Distrito Capital | Nono Lugar            | --      | --         | 0 (não possui)                   | 22            |
| Club Cerro Porteño    | Assunção | Distrito Capital | Vice Campeão          | --      | --         | 5 (1913, 1915, 1918, 1919, 1935) | 23            |
| Club Guaraní          | Assunção | Distrito Capital | Sétimo Lugar          | --      | --         | 4 (1906,1907, 1921, 1923 )       | 28            |
| Club Nacional         | Assunção | Distrito Capital | Quinto Lugar          | --      | --         | 4 (1909, 1911, 1924, 1926)       | 29            |
| Club Olimpia          | Assunção | Distrito Capital | Campeão               | --      | --         | 12 (último em 1938)              | 29            |
| Sol de América        | Assunção | Distrito Capital | Oitavo Lugar          | --      | --         | 0 (não possui)                   | 23            |
| Club Libertad         | Assunção | Distrito Capital | Terceiro Lugar        | --      | --         | 3 (1910, 1920, 1930)             | 25            |
| Atlántida Sport Club  | Assunção | Distrito Capital | Quarto Lugar          | --      | --         | 0 (não possui)                   | 20            |
| Club Presidente Hayes | Assunção | Distrito Capital | Décimo Lugar          | --      | --         | 0 (não possui)                   | 16            |
| Club Sportivo Luqueño | Luque    | Central          | Décimo Primeiro Lugar | --      | --         | 0 (não possui)                   | 11            |

## Premiação
| Campeonato Paraguaio 1939 Primeira Divisão |
| Assunção                                   |
| ------------------------------------------ |
| Club Cerro Porteño Campeão (6º título)     |